# 182년

## 연호
- 후한(後漢) 광화(光和) 5년

## 기년
- 후한(後漢) 영제(靈帝) 15년
- 신라(新羅) 아달라 이사금(阿達羅泥師今) 29년
- 고구려(高句麗) 고국천왕(故國川王) 4년
- 백제(百濟) 초고왕(肖古王) 17년

## 사건
- 고구려, 신대왕의 장남 발기가 반란을 일으키다 진압됨.

## 탄생
- 12월 22일 - 중국 삼국시대 오나라의 초대 황제 손권.